# Antípatre
|  | Per a altres significats, vegeu «Antípatre (desambiguació)». |

Antípatre（grec antic: Ἀντίπατρος, llatí: Antipater) fou un general macedoni, regent del Regne de Macedònia i pare de Cassandre.
Va servir Filip II de Macedònia i després de la batalla de Queronea (338 aC) el rei el va encarregar conduir a Atenes els cossos dels atenencs caiguts a la lluita. Juntament amb Parmeni va aconsellar Alexandre de no fer l'expedició a Àsia fins a haver-se casat i haver assegurat la successió. Quan el rei va anar-se'n a Àsia el va deixar com a regent a Macedònia l'any 334 aC. Va combatre Memnó de Rodes que atiava la revolta a Tràcia i va acabar la guerra contra Agis III d'Esparta. Sembla que durant l'absència del rei van sorgir algunes diferències entre Antípatre i Olímpies, la mare d'Alexandre.
El 324 aC va ser cridat a Àsia per dur les tropes de refresc que havia demanat Alexandre. Cràter va ser enviat com a regent a Macedònia amb els soldats veterans que retornaven. A la mort d'Alexandre el 323 aC l'assemblea de generals va designar Antípatre com a regent de Macedònia i les ciutats gregues es van sollevar dirigides per Atenes esclatant la Guerra de Làmia.
Antípatre va ser derrotat per Leòstenes i assetjat a Làmia, mentre l'ambaixada enviada a Atenes per oferir la pau era rebutjada. L'arribada del general Leonat amb forces macedònies va obligar els atenencs a aixecar el setge de Làmia. Leonat era aliat d'Olímpies i enemic d'Antípatre, i va morir en combat contra les forces gregues ara dirigides per Antífil que havia substituït a Leòstenes. Tot seguit a Antípatre es va unir Cràter i conjuntament van derrotar els grecs a Crannon; la lliga grega es va dissoldre i Antípatre va tractar moderadament als derrotats, però amb fermesa. Atenes va haver d'admetre una guarnició macedònia i posar fi a la democràcia, el que va lliurar Demòstenes i els líders del partit democràtic de la seva execució.
Va tornar a Macedònia i va donar a la seva filla Fila en matrimoni a Cràter. A finals d'any va marxar contra Etòlia. Enemistat amb Perdicas d'Orèstia, proclamat regent suprem, va passar a Àsia i va encarregar a Cràter de lluitar contra Èumenes de Cardia i el mateix va marxar contra Perdicas que en aquell moment havia iniciat una lluita contra Ptolemeu. Mort Perdicas la suprema regència va retornar a Antípatre que va convocar una reunió a Triparadisos (Síria) on es va imposar a la reina Eurídice III de Macedònia que reclamava la regència i va repartir les províncies entre els generals aliats (321 aC). A finals del 321 aC va tornar a Europa deixant la regència d'Àsia al seu aliat Antígon el Borni amb l'encàrrec de lluitar contra Èumenes, l'antic lloctinent de Perdicas.
El 320 aC es va posar malalt. Mentre era malalt va rebre Demades d'Atenes que demanava la sortida de la guarnició macedònia d'Atenes. Demades va ser detingut i executat quan van sortir proves que havia mantingut correspondència amb Perdicas.
Quan va morir, va deixar la regència al general Polipercó, amb exclusió del seu fill Cassandre.